# Jean Alexander Heinrich Clapier de Colongue
Jean Alexander Heinrich Clapier de Colongue (en ruso: Иван Петрович де-Колонг; Iván Pétrovich de-Kolong) (en letón: Johans Aleksandrs Heinrihs Klapje de Kolongs) (2 de marzo [22 de febrerojul] de 1838 – 26 de mayo [13 de mayojul] de 1901) fue un ingeniero naval báltico alemán, autor de una teoría sobre la desviación magnética de las brújulas que vivió y trabajó en la Rusia Imperial.

## Semblanza
De Collong nació en 1839 en Dunaburgo (actualmente Daugavpils) en una familia noble de alemanes bálticos,  originariamente de origen franco-portugués. Estudió en la Academia Naval de San Petersburgo, y en 1870 comenzó a trabajar allí como docente. A partir de 1878 fue director de la Administración Hidrográfica Central de la Armada. En 1875 ideó un nuevo tipo de brújula dotada de un sistema deflector y posteriormente mejoró su diseño.
De Collong era Miembro Correspondiente de la Academia de Ciencias de Rusia (desde 1896) y uno de los Comandantes Generales de la Armada Imperial Rusa. Recibió la Medalla Lomonósov de la Academia de Ciencias de Rusia.

## Eponimia
- En su memoria se designó una península y una bahía en el mar de Kara (posteriormente renombradas en honor del explorador Jaritón Láptev (1700-1763)).[1]